# Tegenaria lapicidinarum
Tegenaria lapicidinarum är en spindelart som beskrevs av Sergei Aleksandrovich Spassky 1934. Tegenaria lapicidinarum ingår i släktet husspindlar, och familjen trattspindlar. Inga underarter finns listade i Catalogue of Life.